# Marcus Aristius Fuscus
Marcus Aristius Fuscus (i. e. 1. század) római költő, író, grammatikus
Életéről szinte semmit sem tudunk. Horatius kortársa és meghitt barátja volt, aki neki az 1. és a 10. epistolában a falusi élet örömeit magasztalta. Horatius hozzá intézte híres „Integer vitae" című költeményét is. Grammatikával, költészettel és talán drámaírással foglalkozott.